# 夜の世界
『夜の世界』(よるのせかい、Night World) は、1932年のアメリカ合衆国のプレコードのドラマ映画。
リュー・エアーズ、メイ・クラーク、ボリス・カーロフが主演した。ジョージ・ラフト、ゴシップ・コラムニストに転身する前のヘッダ・ホッパーが助演した。
ホバート・ヘンリーが監督を務め、映画界に進出したばかりのバスビー・バークレーが楽曲「"Who's Your Little Who-Zis"」の振付を行なった。カーロフは悪役であったが、当時よく演じていた役柄と違い魅力的な男性を演じた。

## あらすじ
ある寒い冬の夜、ハッピー・ナイトクラブの外ではアイルランド系アメリカ人警官のライアン(ロバート・エメット・オコナー)はアフリカ系アメリカ人のドアマンのティム・ワシントン(クラランス・ミューズ)と雑談している。ティムは妻が重病で心配しているのである。クラブの内部ではオーナーのハッピー(ボリス・カーロフ)が魅力的な妻のジル(ドロシー・レヴィア)のいぬ間に女性と口論する。常連客で不正な賭博師のエド・パウエル(ジョージ・ラフト)とマイケル・ランド(リュー・エアーズ)を店内に迎え入れる。マイケルは裕福な大学生で、母が浮気性の父を殺害したことでタブロイド紙を騒がせている。マイケルは心の傷を癒すために大量に飲酒をしている。
バックステージでは賭博師のパウエルが即興の賭けに負けるが、コーラス・ガールのルース・テイラー(メイ・クラーク)をデートに誘う。ショーの後、コーラス・ガールたちはダンス講師のクラウス(ラッセル・ホプトン)に居残りを命じられる。クラウスは秘密裡にハッピーの妻であるジルと浮気をしている。

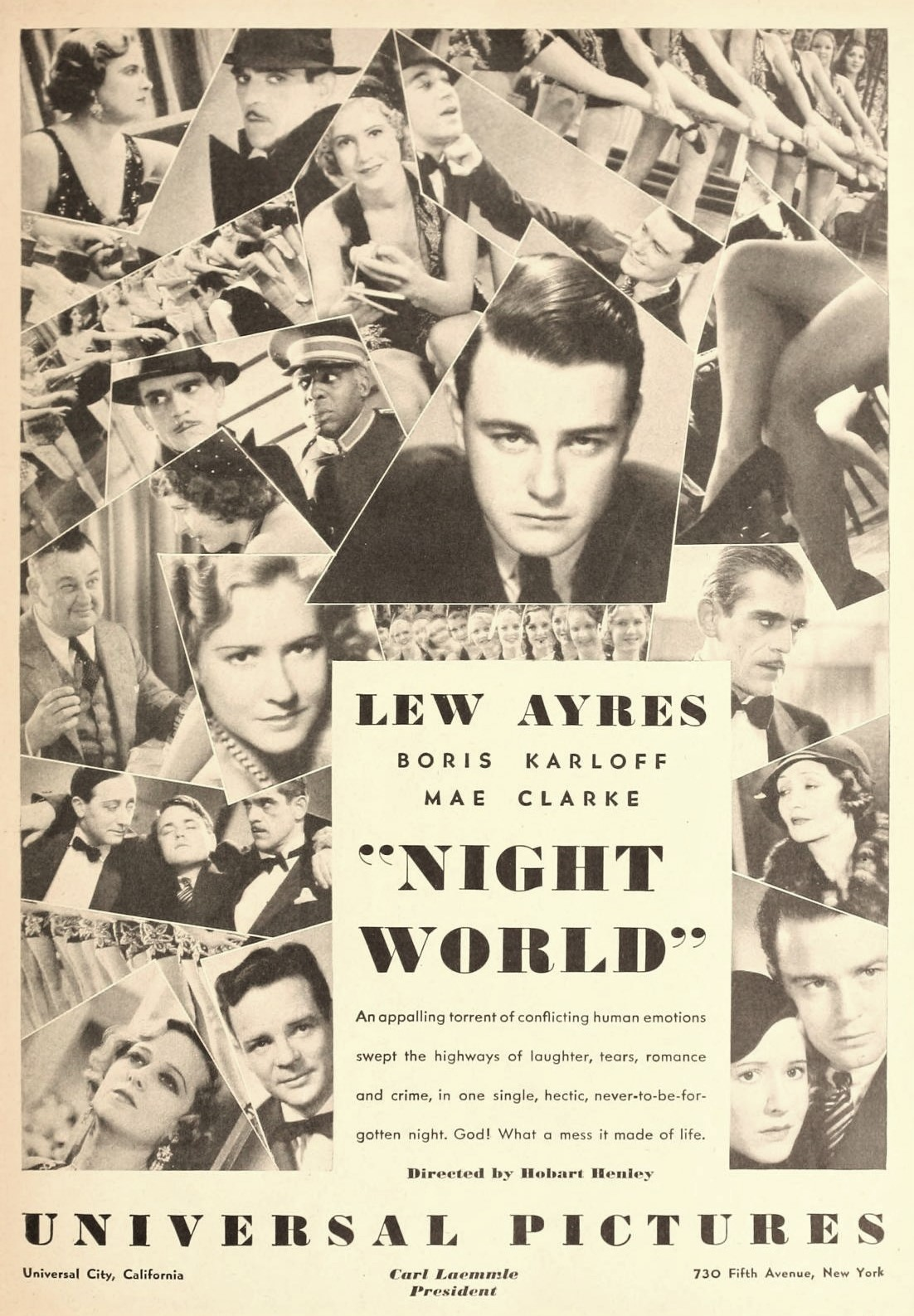
1932年、日刊「フィルム・デイリー」紙に掲載された広告

エディス・ブレア(ドロシー・ピーターソン)が泥酔したマイケルが一人でいるのを見つける。エディスはマイケルの父の浮気相手とされる女性だったのである。エディスはマイケルに、父親とはただの親しい友人であったとし、父親はマイケルをとても深く愛していたと語る。エデまた、母親は父親を愛しておらず、父親の死を望んでいたと語る。落胆したマイケルは怒りを爆発させ、テーブルをひっくり返す。マイケルは殴られて気絶し、従業員用の部屋に連れていかれてルースが世話をする。
ハッピーは賭博師のジム(ハントリー・ゴードン)密造酒の売買の密談のために出ていく。ハッピーが去る時、ドアマンのティムが重病の妻のために早退したいと願い出るが、ハッピーはそれを断る。
マイケルが目を覚まし、ルースと温かな会話をする。賭博師のパウエルが割って入り、ルースをアパートに誘う。マイケルはパウエルを殴り、ティムはパウエルをタクシーに押し入れる。マイケルの母(ヘッダ・ホッパー)が突然やってきて、マイケルは父親への態度について非難する。
ダンスのリハーサルは深夜まで続くが、クラウスは休憩をとりジルと過ごす。ハッピーが戻り、ティムは入院中の妻に会いに行ってもいいか再び尋ねるが、ハッピーは断る。ハッピーはジルとクラウスが一緒にいるのを見つけ、クラウスは気まずい様子で去る。ハッピーはジルに、離婚はしないが、婚姻を続けて侮辱し続けると語る。
マイケルとルースは共に食事をする。マイケルはルースに、数時間前に出会ったばかりだが共にバリに逃げようとプロポーズする。甘い雰囲気の中であるが、ティムは妻が亡くなったことを知る。ティムが妻の死の床に向かおうとすると、ハッピーを探しに来たギャングのジムとその仲間たちに銃で撃たれる。そしてジムたちはハッピーとジルを撃つ。マイケルとルースに銃を向けた瞬間、ジムたちは警官のライアンに撃たれる。マイケルとルースはパトカーに乗り込み、ルースはマイケルとバリに行くことに同意する。

## 登場人物
- マイケル・ランド：リュー・エアーズ
- ルース・テイラー：メイ・クラーク
- ハッピー・マクドナルド：ボリス・カーロフ
- ジル・マクドナルド：ドロシー・レヴィア
- マイケルの母：ヘッダ・ホッパー
- エド・パウエル：ジョージ・ラフト
- クラウス：ラッセル・ホプトン
- ティム・ワシントン：クラランス・ミューズ
- エディス・ブレア：ドロシー・ピーターソン
- トミー：バート・ローチ
- ジョー：ジーン・モーガン
- ジム：ハントリー・ゴードン
- ライアン警察官：ロバート・エメット・オコナー
- シガレット・ガール：アーレッタ・ダンカン
- コーラス・ガール：アリス・エイデア(クレジット無し)
- メイド：ルイーズ・ビーヴァース(クレジット無し)
- ナイトクラブの客：ビリー・ブレッチャー(クレジット無し)
- セールスマン：サミー・ブラム(クレジット無し)
- コーラス・ガール：エドナ・キャラハン(クレジット無し)
- ナイトクラブの客：ヘレン・チャドウィック(クレジット無し)
- スケネクタディから来たフランス人：アンドレ・シェロン(クレジット無し)
- ウェイター：フランキー・ファー(クレジット無し)
- ミスター・ベイビー/ナイトクラブの客：バイロン・フォルガー (クレジット無し)
- ブロンド：グレタ・グランステット(クレジット無し)
- オーケストラ・リーダー：ハル・グレイソン(クレジット無し)
- コーラス・ガール：ハリエット・ヘイグマン(クレジット無し)
- コーラス・ガール：メアリー・ハルジー(クレジット無し)
- コーラス・ガール：アモ・イングラハム(クレジット無し)
- 子分：ジャック・ラルー(クレジット無し)
- ミスター・スミス：フローレンス・レイク(クレジット無し)
- ナイトクラブの客：ロバート・リビングストン(クレジット無し)
- フロラベル：ジェネバ・ミッチェル(クレジット無し)
- クラランス：ペイズリー・ヌーン(クレジット無し)
- ヴォードヴィリアン：エディ・フィリップス(クレジット無し)
- ゲスト：パット・サマセット(クレジット無し)
- ナイトクラブの客：ラリー・ステアズ(クレジット無し)
- ジゴロ：トム・タマレス(クレジット無し)
- 洗面所案内：レイ・ターナー(クレジット無し)
- ギャングのリーダー：ハリー・ウッズ(クレジット無し)

## 制作
原題は「Night World」であるが、当初は「Night Club」であった。
この映画はアメリカ議会図書館に保存されている。
ラフトは『暗黒街の顔役』に出演していたが、『夜の世界』に配役された時はまだ公開されていなかった。